# Шотландский кант
Шотландский кант, самоназвание Cant — жаргон (креольский язык) шотландских «путешественников», кочевой этнической группы, по образу жизни сходной с цыганами, однако происходящей от коренных шотландцев.

## Классификация
От 25 до 35 % лексикона канта составляют слова, проникшие из северных диалектов цыганского языка через браки «путешественников» с британскими цыганами (British Romanis). В ряде случаев в центральной части Шотландии кант содержит до 50 % цыганских слов. Тем не менее, изначально по своему происхождению шотландские «путешественники» были автохтонной группой, происходящей от шотландских горцев, их не следует путать с британскими «путешественниками нового времени».
По своей грамматической структуре и базовой лексике шотландский кант сохраняет все признаки германских языков. Наконец, заимствования из шотландского гэльского в разных диалектах составляют от 0,8 % до 20 %.

## Лексика

### Архаичная шотландская лексика
Шотландский кант содержит многочисленные термины, вымершие в современном англо-шотландском языке — такие, как mowdit «похоронен», mools «земля» (оба происходят от слова muild(s)), gellie (от gailey, англ. galley), «хижина».

### Влияние шотландского гэльского
Среди заимствований из шотландского гэльского:
- cluishes «уши» (гэльск. cluasan/cluais, датив от cluas «ухо»)
- shain «плохой» (гэльск. sean «старый»)

### Цыганское влияние
Некоторые примеры лексики цыганского языки:
- gadgie «мужчина» (цыг. gadžó «не цыган»)
- pannie «вода» (цыг. paní)